# William Winston Seaton

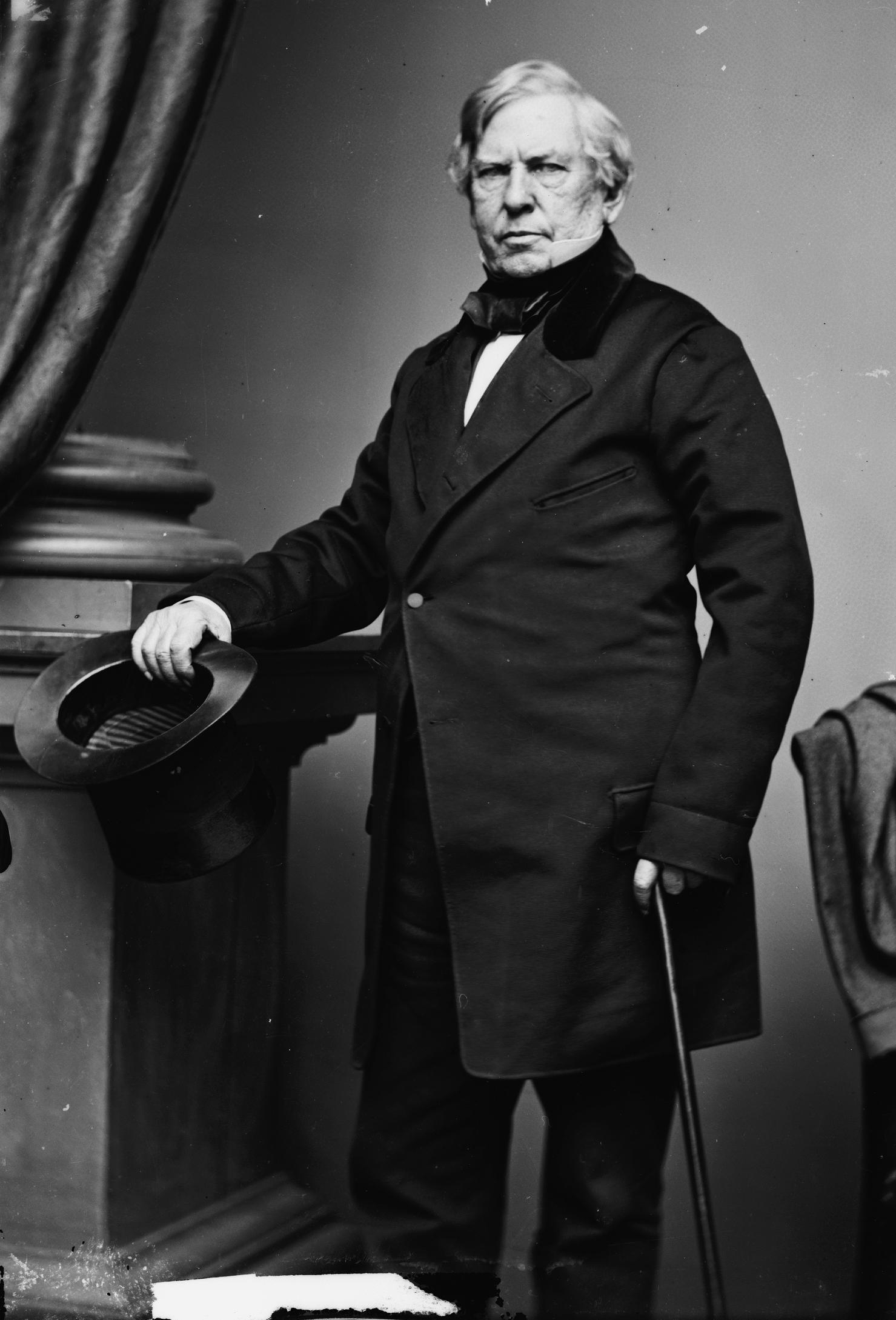
William Winston Seaton

William Winston Seaton (* 11. Januar 1785 in Virginia; † 16. Juni 1866 in Washington, D.C.) war ein US-amerikanischer Politiker. Zwischen 1840 und 1850 war er Bürgermeister der Stadt Washington.

## Werdegang
Über die Jugend und Schulausbildung von William Seaton ist nichts überliefert. Später arbeitete er in der Zeitungsbranche. Noch vor 1813 ging er mit der Zeitung The National Intelligencer eine Partnerschaft mit seinem Schwager Joseph Gales (1786–1860) ein. Gales war zwischen 1827 und 1830 ebenfalls Bürgermeister der Bundeshauptstadt. Über viele Jahre hinweg druckten die beiden auch die Protokolle der Kongresssitzungen ab. Zwischen 1834 und 1856 gaben sie unter dem Titel Annals of Congress 42 Bände über die Kongressdebatten zwischen 1798 und 1824 heraus. Diese stellen bis heute eine wichtige Quelle für historische Forschungen dar.
Zwischen 1819 und 1831 gehörte Seaton dem Stadtrat von Washington an. In den 1830er Jahren schloss er sich der damals gegründeten Whig Party an. Im Jahr 1840 wurde er zum Bürgermeister der Bundeshauptstadt gewählt. Dieses Amt bekleidete er nach vier Wiederwahlen zwischen dem 8. Juni 1840 und dem 10. Juni 1850. Erwähnenswert ist, dass bis 1871 der Bürgermeister von Washington nicht den gesamten District of Columbia verwaltete. Die damals selbständige Stadt Georgetown stellte bis 1871 ihren eigenen Bürgermeister. Während Seatons Zeit als Bürgermeister wurden das Bildungssystem der Stadt und die Infrastruktur verbessert. Damals wurden Telegrafen eingeführt und Gasleitungen installiert. Auch die Wasserversorgung wurde reformiert.
Nach dem Ende seiner Zeit als Bürgermeister setzte Seaton seine journalistische Tätigkeit fort. Er war außerdem Mitglied mehrerer Organisationen und Vereinigungen. Er starb am 16. Juni 1866 an Hautkrebs in Washington und wurde auf dem dortigen Kongressfriedhof beigesetzt.